# خان الدراويش (مسلسل)
خان الدراويش مسلسل سوري شامي، ينحو باتجاه الكوميديا، يتألف من لوحات قصيرة، لها إسقاطاتها على حياتنا المعاصرة، وهو من إخراج سالم سويد و تأليف مروان قاووق و من بطولة جمال العلي , أندريه سكاف , غادة بشور , طلال مارديني و سوسن أبو عفار و غيرهم.

## طاقم العمل
- بيبرس جركس - مدير التصوير والأضاءة
- محمد الدغلي - التنوير
- محمود العبد الله - مشرف الصوت
- مازن قبوش - مشرف الديكور والأكسسوار
- وائل عبد الحكيم - الكوافير
- فادي ماردني - كلمات وألحان وتوزيع الشارة
- رجاء الأمير وعروة اليوسف - التوزيع الموسيقي والمكساج
- فادي شلبي - تصميم الشارة
- الفنان ميشيل برشان - غناء الشارة
- حسام يحيى فريسان - مدير الإنتاج المساعد
- باسم حربة - مدير الأنتاج
- رفعت المحمد - مدير تنفيذي
- إياد عطية اليوسف - المونتاج
- حسين الكل ونبيل غانم - مساعد مخرج
- نور جريني - مخرج منفذ
- عماد الخطيب - مدير الأدارة والمونتاج
- المخرج عبد المسيح نعمة - تعاون فني
- تامر إسحاق - الأشراف الفني
- مروان قاووق - المؤلف
- سالم سويد - مخرج العمل

## بطولة
- جمال العلي
- أندريه سكاف
- غادة بشور
- طلال مارديني
- سوسن أبو عفار
- صفوح ميماس
- وليد حصوة
- علي علواني
- أكرم تلاوي
- داوود الشامي
- سمير الشماط
- وفاء موصللي
- مرح جبر
- لينا حوارنة
- أمانة والي
- سحر فوزي
- علي كريم
- ناهد الحلبي
- حسام تحسين بيك
- أيمن بهنسي
- غسان عزب
- النجم أيمن رضا
- محمد قنوع
- وائل أبو غزالة
- أمية ملص
- فادي الشامي
- سوسن ميخائيل
- يزن السيد
- طارق مرعشلي
- ريم عبد العزيز
- رزان أبو رضوان
- نادين قدور
- فاتن شاهين
- سوزان سكاف
- مأمون الفرخ
- أيمن عبد السلام
- فاتح سلمان
- أحمد مللي
- مازن عباس
- فاضل وفائي
- عربي غيبة
- نضير لكود
- رهف شقير
- علي سكر
- هلا يماني
- رشا الزغبي
- ربا الحلبي
- خالد حيدر
- مي مرهج
- وسيم الرحبي
- مظهر جروج
- خلود عيسى
- يحيى بيازي
- رولا الأبيض
- رنا ريشة
- راما الراشد
- فراس الحسن
- إبراهيم عيسى
- سالم الزلم
- بسام مرهج
- لميس عفيفي
- عروة العربي
- طوني موسى
- ياسين فيومي
- أميرة خطاب
- رواح رجب و غيرهم من نجوم الدراما السورية